# Nereceptorová tyrozinkináza
Nereceptorové tyrozinkinázy (nRTKs) jsou cytoplazmatické enzymy, které katalyzují přenos fosfátové skupiny (fosforylace) z nukleosidtrifosfátu, zejména z ATP, na tyrosinové zbytky v proteinech. Tyto enzymy z rodiny proteinkináz zajišťují regulaci mnoha buněčných funkcí prostřednictvím fosforylace proteinů účastnících se signálních drah.
V lidském genomu je kódováno více než 2000 proteinkináz a více než 90 z nich patří do rodiny tyrozinkináz. Tyrozinkinázy můžeme rozdělit do dvou hlavních rodin: receptorové tyrozinkinázy (Receptor Tyrosine Kinases; RTKs) a nereceptorové tyrozinkinázy (Non-Receptor Tyrosine Kinases; nRTKs). Zatím bylo v lidském genomu objeveno 32 genů kódujících enzymy patřící do rodiny nereceptorových tyrozinkináz.

## Funkce
Mezi hlavní funkce nRTKs patří jejich zapojení do signálních drah v aktivovaných T a B lymfocytech.  Signalizace mnoha receptorů imunitních buněk je závislá na nRTKs, včetně T-buněčných receptorů (TCR), B-buněčných receptorů (BCR), IL-2 receptorů (IL-2R), erytropoetinových (EpoR) a prolaktinových receptorů. T-buněčné koreceptory CD4 a CD8 využívají při své signalizaci také nRTKs, konkrétně enzym Lck z rodiny Src kináz. Po navázání antigenu na TCR dochází k autofosforylaci Lck, který následně fosforyluje i zeta řetězec T-buněčného receptoru. Vazba nereceptorové tyrozinkinázy Zap70 na TCR umožní pokračování signalizace až do jádra, kde dochází k transkripční aktivaci cytokinových genů. Další člen této proteinové rodiny, tyrozinkinázy Lyn, se účastní signalizace zprostředkované B-buněčným receptorem. Stimulace BCR a následná aktivace Lyn vede k fosforylaci dalších kináz, například Syk, Zap 70 a Btk. Mutace některých enzymů účastnících se buněčné signalizace jsou spojené s lidskými onemocněními, například mutace genu pro Btk vedoucí k expresi nefunkčního proteinu jsou odpovědně za X-vázanou agamaglobulinémii,  onemocnění charakterizované nedostatkem zralých B lymfocytů.

## Struktura
Na rozdíl od receptorových tyrozinkináz, nRTKs neobsahují domény typické pro receptorové proteiny, jako je extracelulární ligand-vazebná doména a transmembránová doména. Většina nRTKs se nachází v cytoplazmě,  některé jsou však také ukotveny v plazmatické membráně, nikoli však pomocí transmembránové domény, ale pomocí modifikací na N-konci proteinu. Takto ukotvené kinázy mají obvykle modulární strukturu, kde jednotlivé moduly jsou navzájem propojeny pomocí tzv. linker sequencí. Doména vykonávající funkci nRTKs se nazývá tyrozinkinázová katalytická doména. Je složena z 275 aminokyselinových zbytků a lze na ni rozlišit malý a velký lalok. Malý lalok katalytické domény váže ATP, či jiný nukleosidtrifosfát, a velký lalok váže substrát. Po navázání ATP a substrátu na enzym dochází ve štěrbině mezi laloky ke katalýze přenosu fosfátu. Bylo zjištěno, že nRTKs mají určité sekvenční preference v okolí cílového tyrozinu. Například preferenční sekvence pro kinázu Src je Glu-Glu/Asp-Ile-Tyr-Gly/Glu-Glu-Phe a pro kinázu Abl Ile/Val-Tyr-Gly-Leu-Val/Val.  Rozdíl v sekvenčních preferencích těchto dvou kináz naznačuje, že fosforylují odlišné cíle.
Nereceptorové tyrozinkinázy neobsahují pouze tyrozinkinázovou katalytickou doménu, dále jsou v jejich struktuře přítomny domény, které zprostředkovávají protein-protein, protein-lipid a protein-DNA interakce. Nejdůležitějšími doménami zajišťujícími protein-protein interakce jsou SH2 (Src Homology 2) a SH3 (Src Homology 3) domény.  Delší SH2 doména, obsahující přibližně 100 aminokyselinových zbytků, vytváří hlubokou štěrbinu, která váže fosfotyrosinové zbytky (P-Tyr) jiných proteinů. SH3 doména o délce ~60 aminokyselinových zbytků váže proteinové sekvence bohaté na prolin, které jsou schopné tvořit polyprolinové smyčky II. typu. Některé nRTKs, které ve své struktuře neobsahují SH2 a SH3 domény, mají jiné protein-protein interagující domény specifické pro jednotlivé podrodiny. Příkladem jsou tyrozinkinázy rodiny Jak, které obsahují doménu vázající se na intracelulární části cytokinových receptorů, nebo tyrozinkinázy rodiny Fak, které obsahují doménu vázající fokální adheze. U nRTK Abl najdeme jak SH2 a SH3 doménu, tak další interakční domény: DNA vazebnou a F-aktin vazebnou doménu. Rodiny Btk a Tec kináz obsahují také SH2 a SH3 domény a navíc ještě PH doménu, jež se váže na fosfatidylinositol lipidy. Prostřednictvím této domény se mohou kinázy vázat na aktivované signální komplexy proteinů. 

## Regulace
Nereceptorové tyrozinkinázy jsou nejčastěji regulovány prostřednictvím fosforylace tyrozinu v aktivační smyčce. Až na několik málo výjimek, vede tato modifikace ke zvýšení enzymatické aktivity. Fosforylace aktivační smyčky může být zajištěna trans-autofosforylací nebo fosforylací jinými nRTKs. Negativně může být aktivita těchto enzymů regulována například fosforylací tyrozinových zbytků mimo aktivační smyčku. Protein tyrozinfosfatázy (PTPs) katalyzují defosforylaci tyrozinu a tak se také podílejí na regulaci aktivity nRTKs. Většinou aktivitu nRTKs snižují, mohou však mít i pozitivní vliv na jejich činnost.
Src a Abl rodina
Tyrozinkinázy rodiny Src obsahují ve své struktuře několik typických oblastí: myristylovaný konec, oblast kladně nabitých aminokyselinových zbytků, SH2 a SH3 domény, tyrozinkinázovou katalytickou doménu a krátkou C-terminální oblast. V jejich struktuře najdeme dva hlavní tyrosinové zbytky hrající roli v regulaci enzymové aktivity prostřednictvím fosforylace. K potlačení aktivity kinázy dochází fosforylací Tyr-527 u C konce proteinu.  Tato reakce je katalyzována tyrozinkinázou Csk.  Experimenty s v-Src, onkogenní variantou Src kinázy, potvrdily význam tohoto tyrosinového zbytku v regulaci aktivity enzymu. Protein v-Src je oproti Src zkrácen a nepřítomnost regulačního Tyr-527 v jeho sekvenci způsobuje konstitutivní aktivitu této kinázy, a tudíž i nekontrolovatelný růst buňky.  Dalším regulačním místem v molekule Src je Tyr-416, jehož mutace vedou také ke zvýšení aktivity kinázy.
Pro negativní regulaci Src kináz jsou také důležité domény SH2 a SH3. Mutace, které naruší vazební funkčnost těchto domén, vedou k aktivaci příslušné kinázy. Nereceptorová tyrozinkináza Abl také obsahuje SH2 a SH3 domény, jejich role v regulaci aktivity enzymu se však liší. Mutace SH2 domény narušující její funkčnost nevedou k aktivaci Abl kinázy, z čehož vyplývá, že se tato doména nepodílí na její negativní regulaci.  Abl se od Src liší také tím, že na svém C-konci nemá fosforylační místo určené k negativní regulaci. K té slouží u Abl tedy jen SH3 doména, jejíž mutací dochází ke konstitutivní aktivaci enzymu. 
Syk a Jak rodina
Zap70, enzym z rodiny Syk kináz, je regulována pomocí dvou regulačních míst. Fosforylací Tyr-493 v aktivační smyčce enzymu dochází ke zvýšení jeho aktivity. Tato fosforylace je katalyzována enzymem Lck, patřící také mezi nRTKs. Naopak fosforylace Tyr-492 inhibuje aktivitu kinázy Zap70, jeho mutace způsobuje hyperaktivitu enzymu.  Kináza Syk je regulována SH2 doménami. Vážou se na ITAM motiv (Immunoreceptor Tyrosine-based Activation Motif) T-buněčného receptoru, což vede ke stimulaci katalytické aktivity kinázy. 
Členové proteinové rodiny Jak obsahují speciální pseudo-kinázovou doménu, sekvenčně velmi podobnou katalytické doméně. Tato pseudo-kinázová doména je enzymaticky nefunkční. Pokud v ní nahradíme několik klíčových aminokyselinových zbytků, dochází k inaktivaci kinázy.  Tato skutečnost naznačuje, že právě tato doména může hrát roli v regulaci aktivity kináz rodiny Jak. Byly provedeny experimenty s mutantními kinázami Tyk2, u kterých byla pseudo-kinázová doména odstraněna, což vedlo k inhibici jejich katalytické aktivity a narušení signalizace in vitro, na které se podílejí.  V kontrastu s tímto pozorováním jsou výsledky experimentu provedeného s dalším členem Jak rodiny, Jak2 kinázou. Autoři zde také použili enzym, který postrádal pseudo-kinázovou doménu, byl však plně schopen zprostředkovat signalizaci růstového hormonu. Bylo zjištěno, že v aktivační smyčce této domény jsou dvě místa možné fosforylace tyrozinu. Autofosforylace prvního tyrozinu je důležitá pro stimulaci tyrozin-kinázové aktivity,  role druhého tyrozinu však zatím nebyla zjištěna. Úloha pseudo-kinázové domény v regulaci kináz Jak rodiny není tedy zcela objasněna.
Regulaci kináz Jak rodiny zajišťují dále i SOCS proteiny (Supressor of Cytokine Signaling). Tyto proteiny obsahují pseudo-substrátovou sekvenci, jež se váže do aktivního místa kináz.  Některé SOCS proteiny mají SH2 doménu, prostřednictvím které se vážou na fosfotyrozin v aktivační smyčce kinázy,  a usnadňují tak interakci mezi pseudo-substrátovou doménou inhibičního proteinu a kinázovou doménou enzymu. Vazba SH2 domény do aktivační smyčky může také blokovat přístup substrátu nebo potlačit katalytickou aktivitu kinázy změnou konformace aktivní smyčky.

## Inhibitory
Mutace genů pro tyrozinkinázy mohou způsobit abnormální aktivitu těchto enzymů. Patologické zvýšení aktivity může být zodpovědné za růst a progresi nádorových buněk, indukci rezistence vůči lékům, vznik metastáz, či neovaskularizaci nádorů. Inhibice tyrozinkináz by tak mohla pomoci při léčbě nádorových onemocnění. Některé inhibitory jsou již testovány jako protinádorová léčba. Takováto cílená léčba blokuje intracelelární procesy zapojené v nádorové transformaci buněk a/nebo v údržbě maligního fenotypu nádorových buněk. Receptorové tyrozinkinázy jsou obvykle blokovány monoklonálními protilátkami, které blokují extracelulární doménu receptoru a brání tak navázání ligandu. Ke specifické inhibici nereceptorových tyrozinkináz se však používání nízkomolekulární látky označované TKI (Tyrosine-kinase inhibitors), které blokují buď přímo kinázu nebo jiný protein podílející se na stejné signalizační dráze.

## Rodiny
- ABL rodina
  - ABL1
  - ARG

- ACK rodina
  - ACK1
  - TNK1

- CSK rodina
  - CSK
  - MATK

- FAK rodina
  - FAK
  - PYK2

- FES rodina
  - FES
  - FER

- FRK rodina
  - FRK
  - BRK
  - SRMS

- JAK rodina
  - JAK1
  - JAK2
  - JAK3
  - TYK2

- SRC rodina
  - SRC
  - FGR
  - FYN
  - YES1
  - BLK
  - HCK
  - LCK
  - LYN

- TEC rodina
  - TEC
  - BMX
  - BTK
  - ITK
  - TXK

- SYK rodina
  - SYK
  - ZAP70